# Верету, Жордан
Жорда́н Марсе́ль Жильбе́р Верету́ (фр. Jordan Marcel Gilbert Veretout; род. 1 марта 1993, Ансени) — французский футболист, полузащитник клуба «Олимпик Лион» и сборной Франции. Вице-чемпион мира 2022 года.

## Клубная карьера
Верету попал в академию «Нанта» в 9 лет и сыграл там за команды всех возрастов. 13 мая 2011 года он дебютировал в основном составе клуба, в матче против «Седана». А свой первый гол за «Нант» он забил в матче Кубка лиги против «Реймса», который закончился победой «канареек» в дополнительное время со счетом 1:0. В октябре 2011 он продлил свой контракт с клубом до 2015 года. 31 июля 2015 года перешёл в «Астон Вилла» за 9,9 миллионов евро. 8 августа 2015 года он дебютировал в матче против «Борнмута».
23 августа 2016 года Верету на правах аренды сроком на один год перешёл в «Сент-Этьен». 25 июля 2017 года Верету перебрался в «Фиорентину», подписав контракт на четыре года. Сумма трансфера составила 7 миллионов евро.
20 июля 2019 года Верету присоединился в состав римской «Ромы» с обязательным правом выкупа за 18 миллионов евро, включая бонусы. 1 июля 2020 года Верету официально перешёл в «Рому» на постоянной основе.
5 августа 2022 года перебрался в марсельский «Олимпик». Сумма трансфера составила 15,5 миллионов евро с учётом всех бонусов. 7 августа дебютировал за новый клуб в матче Лиги 1 против «Реймса», выйдя на замену Дженгизу Ундеру. 13 ноября забил свой первый гол за «Олимпик Марсель» в матче Лиги 1 в ворота «Монако».

## Международная карьера
Верету представлял юношескую сборную страны на Чемпионате Европы 2012 среди юношей до 19 лет, проходившем в Эстонии. На турнире он отыграл 4 матча и забил 1 гол.
26 августа 2021 года главный тренер сборной Франции Дидье Дешам впервые вызвал Верету для участия в матчах отборочного турнира к чемпионату мира 2022 года против сборных Боснии и Герцеговины, Украины и Финляндии. 1 сентября 2021 года дебютировал в сборной Франции в домашнем матче против Боснии и Герцеговины, выйдя в стартовом составе.
9 ноября 2022 года был включён в официальную заявку сборной Франции для участия в матчах чемпионата мира 2022 года в Катаре.

## Достижения
«Нант»
- Чемпион Лиги 2: 2012/13

«Рома»
- Победитель Лиги конференций УЕФА: 2021/22

Сборная Франции
- Победитель Лиги наций УЕФА: 2020/21

Сборная Франции (до 20 лет)
- Чемпион мира среди молодёжи: 2013